# Fernando Nascimento Cosme
Fernando Nascimento Cosme ou apenas Fernandinho (São Paulo, 1 de julho de 1983) é um jogador de futebol de salão brasileiro, que atua como pivô e ala.

## Carreira
Fernandinho defendeu a Seleção Brasileira de Futsal na Copa do Mundo de Futsal de 2012 e 2016.

## Títulos
Seleção Brasileira de Futsal
- Copa do Mundo de Futsal da FIFA - 2012